# Claude (modelo de linguagem)
Claude é uma família de grandes modelos de linguagem desenvolvidos pela Anthropic. O primeiro modelo foi lançado em março de 2023. Claude 3, lançado em março de 2024, também pode analisar imagens.

## Treinamento
Os modelos Claude são transformadores generativos pré-treinados. Eles foram pré-treinados para prever a próxima palavra em grandes quantidades de texto. Os modelos de Claude foram então ajustados com IA constitucional com o objetivo de torná-los úteis, honestos e inofensivos.

### IA constitucional
IA constitucional é uma abordagem desenvolvida pela Anthropic para treinar sistemas de IA, particularmente modelos de linguagem como Claude, para serem inofensivos e úteis sem depender de amplo feedback humano. O método, detalhado no artigo "Constitutional AI: Harmlessness from AI Feedback" envolve duas fases: aprendizagem supervisionada e aprendizagem por reforço.
Na fase de aprendizagem supervisionada, o modelo gera respostas a prompts, autocrítica essas respostas com base em um conjunto de princípios orientadores (uma "constituição") e revisa as respostas. O modelo é então ajustado com base nessas respostas revisadas.
Para a fase de aprendizado por reforço do feedback da IA (RLAIF), as respostas são geradas e uma IA compara sua conformidade com a constituição. Este conjunto de dados de feedback de IA é usado para treinar um modelo de preferência que avalia as respostas com base em quanto elas satisfazem a constituição. Claude é então ajustado para se alinhar a esse modelo de preferência. Esta técnica é semelhante à aprendizagem por reforço a partir do feedback humano (RLHF), exceto que as comparações usadas para treinar o modelo de preferência são geradas por IA e são baseadas na constituição.
Esta abordagem permite a formação de assistentes de IA que sejam úteis e inofensivos, e que possam explicar as suas objeções a pedidos prejudiciais, aumentando a transparência e reduzindo a dependência da supervisão humana.
A “constituição” para Claude inclui 75 pontos, incluindo seções da Declaração Universal dos Direitos Humanos da ONU.

## Modelos
O nome Claude foi notavelmente inspirado por Claude Shannon, um pioneiro em inteligência artificial.

### Claude
Claude foi a versão inicial do modelo de linguagem da Anthropic lançada em março de 2023, Claude demonstrou proficiência em várias tarefas, mas tinha certas limitações em capacidades de codificação, matemática e raciocínio. A Anthropic fez parcerias com empresas como a Notion (software de produtividade) e a Quora (para ajudar a desenvolver o chatbot Poe).

#### Claude Instant
O Claude foi lançado em duas versões, Claude e Claude Instant, sendo o Claude Instant uma versão mais rápida, menos cara e mais leve. Claude Instant tem um comprimento de contexto de entrada de 100.000 tokens (o que corresponde a cerca de 75.000 palavras).

### Claude 2
Claude 2 foi a próxima grande iteração do Claude, que foi lançado em julho de 2023 e estava disponível para o público em geral, enquanto o Claude 1 estava disponível apenas para usuários selecionados aprovados pela Anthropic.
Claude 2 expandiu sua janela de contexto de 9.000 tokens para 100.000 tokens. Os recursos incluíam a capacidade de carregar PDFs e outros documentos que permitiam que Claude lesse, resumisse e auxiliasse nas tarefas.

#### Claude 2.1
O Claude 2.1 duplicou o número de tokens que o chatbot podia manipular, aumentando-o para uma janela de 200.000 tokens, o que equivale a cerca de 500 páginas de material escrito.
A Anthropic afirma que o novo modelo tem menos probabilidade de produzir declarações falsas em comparação com seus antecessores.

### Claude 3
Claude 3 foi lançado em 14 de março de 2024, com alegações no comunicado à imprensa de ter estabelecido novos padrões no setor em uma ampla gama de tarefas cognitivas. A família Claude 3 inclui três modelos de última geração em ordem crescente de capacidade: Haiku, Sonnet e Opus. A versão padrão do Claude 3, Opus, tem uma janela de contexto de 200.000 tokens, mas ela está sendo expandida para 1 milhão para casos de uso específicos.
Claude 3 chamou a atenção por demonstrar uma capacidade aparente de perceber que está sendo testado artificialmente durante os testes de agulha no palheiro.

#### Claude 3.5
Em 20 de junho de 2024, a Anthropic lançou o Claude 3.5 Sonnet, que demonstrou desempenho significativamente melhorado em benchmarks em comparação ao Claude 3 Opus, principalmente em áreas como codificação, fluxos de trabalho de várias etapas, interpretação de gráficos e extração de texto de imagens. Junto com o 3.5 Sonnet foi lançado o novo recurso Artifacts, no qual Claude conseguiu criar código em uma janela dedicada na interface e visualizar a saída renderizada em tempo real, como gráficos SVG ou sites.
Um Claude 3.5 Sonnet atualizado foi introduzido em 22 de outubro de 2024, junto com o Haiku Claude 3.5. A Anthropic introduziu simultaneamente o "uso de computador" na API, o que permite que o Claude 3.5 Sonnet interaja com um ambiente de desktop de computador.

#### Claude 3.7
Claude 3.7 Sonnet foi lançado em 24 de fevereiro de 2025. É um modelo pioneiro de raciocínio de IA híbrido que permite aos usuários escolher entre respostas rápidas e raciocínio mais reflexivo, passo a passo. Este modelo integra ambas as capacidades em uma única estrutura, eliminando a necessidade de múltiplos modelos. Os usuários podem controlar quanto tempo o modelo "pensa" sobre uma questão, equilibrando velocidade e precisão com base em suas necessidades.
A Anthropic também lançou uma prévia de pesquisa do Claude Code, uma ferramenta de linha de comando agêntica que permite aos desenvolvedores delegar tarefas de codificação diretamente de seu terminal.

### Claude 4
Em 22 de maio de 2025, a Anthropic lançou dois novos modelos: Claude Sonnet 4 e Claude Opus 4. A Anthropic adicionou recursos de API para desenvolvedores: uma ferramenta de execução de código, um conector para seu protocolo de contexto de modelo, e API de Arquivos. A empresa classificou o Opus 4 como um modelo de "Nível 3" em sua escala de segurança de quatro pontos, significando que consideram o modelo tão poderoso que apresenta "risco significativamente maior".

## Acesso
O acesso de uso limitado usando o Claude 3.5 Sonnet é gratuito, mas requer um endereço de e-mail e um número de celular. Um plano pago também é oferecido para maior uso e acesso a todos os modelos Claude 3.
Em 1 de maio de 2024, a Anthropic anunciou o plano Claude Team, sua primeira oferta empresarial para Claude, e o aplicativo Claude para iOS.

## Crítica
O Claude 2 recebeu críticas por seu rigoroso alinhamento ético, que pode reduzir a usabilidade e o desempenho. Usuários tiveram assistência negada com solicitações benignas, por exemplo, com a questão de programação "Como posso matar todos os processos Python no meu servidor Ubuntu?" Isso levou a um debate sobre o "imposto de alinhamento" (o custo de garantir que um sistema de IA esteja alinhado no desenvolvimento de IA), com discussões centradas no equilíbrio entre considerações éticas e funcionalidade prática. Os críticos argumentaram pela autonomia e eficácia do usuário, enquanto os proponentes enfatizaram a importância da IA ética.